# Парламентские выборы в Швейцарии (2007)
Выборы в Федеральное собрание Швейцарии состоялись в воскресенье, 21 октября 2007 года. В нескольких кантонах, второй тур выборов в Совет кантонов Швейцарии был проведен 11 ноября, 18 ноября, и 25 ноября 2007 года.
В ходе избирательной кампании националистическая Швейцарская народная партия обещала снижение уровня налогов и криминогенной обстановки в стране. По мнению партии основная масса преступников в стране — иностранцы. Партия «зелёных» активно выступала за борьбу с изменением климата, в частности за запрет авиашоу и введения налога на авиатопливо.
На 200 мест в нижней палате претендовали 3089 кандидатов, а на 43 из 46 переизбираемых мест в верхней палате претендовало 130 кандидатов.
На выборах наибольшее количество голосов получила националистическая Швейцарская народная партия. Значительного успеха добились также «зелёные».
12 декабря 2007 года новым составом парламента было избрано швейцарское федеральное правительство — Федеральный совет Швейцарии, сроком на четыре года.

## Результаты

### Национальный совет

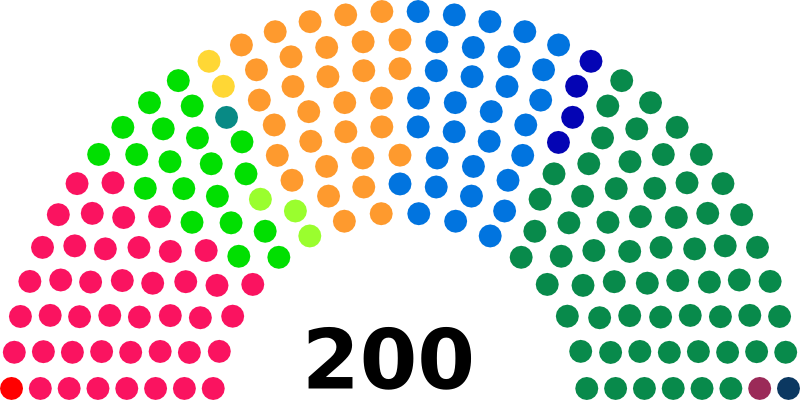
Партийный состав 48-го Национального совета (2007).

| Партия                                      | Голоса    | %    | Места | +/-     |
| ------------------------------------------- | --------- | ---- | ----- | ------- |
| Швейцарская народная партия                 | 672 562   | 28,9 | 62    | ▲ 7     |
| Социал-демократическая партия               | 451 916   | 19,5 | 43    | ▼ 9     |
| Свободно-демократическая партия             | 364 736   | 15,8 | 31    | ▼ 5     |
| Христианско-демократическая народная партия | 335 623   | 14,5 | 31    | ▲ 3     |
| Зелёная партия                              | 222 206   | 9,6  | 20    | ▲ 7     |
| Либеральная партия                          | 41 682    | 1,9  | 4     | ▬       |
| Зелёная либеральная партия                  | 33 104    | 1,4  | 3     | Впервые |
| Евангелическая народная партия              | 56 748    | 2,4  | 2     | ▼ 1     |
| Федерально-демократический союз             | 29 914    | 1,3  | 1     | ▼ 1     |
| Швейцарская партия труда                    | 17 218    | 0,7  | 1     | ▼ 1     |
| Лига Тичино                                 | 13 031    | 0,6  | 1     | ▬       |
| Христианско-социальная партия               | 9984      | 0,4  | 1     | ▬       |
| прочие партии                               | 69 187    | 3,0  | 0     |         |
| Всего                                       | 2 317 911 | 100  | 200   |         |

### Совет кантонов

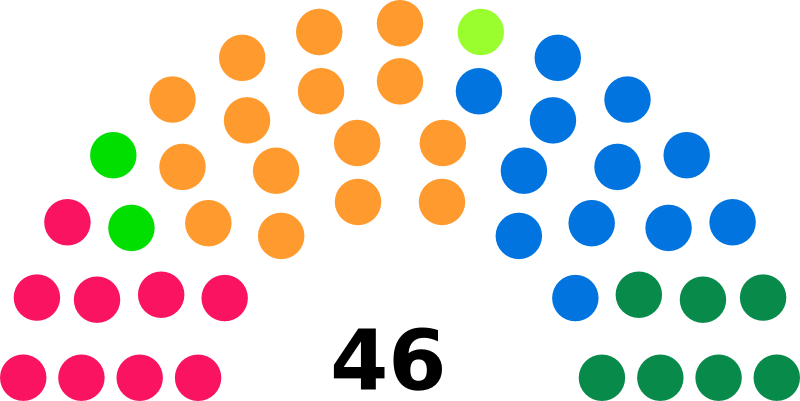
Партийный состав Совета кантонов (2007).

|  | Партия                                                                   | Мест | +/- |
|  | Христианско-демократическая народная партия                              | 15   | 0   |
|  | Свободная демократическая партия                                         | 12   | -2  |
|  | Социал-демократическая партия                                            | 9    | 0   |
|  | Швейцарская народная партия                                              | 7    | -1  |
|  | Зелёная партия                                                           | 2    | +2  |
|  | Зелёная либеральная партия                                               | 1    | +1  |
|  | Всего                                                                    | 46   | 0   |
|  | Источник: politik-stat Архивная копия от 4 марта 2016 на Wayback Machine |      |     |